# Staronúbijština

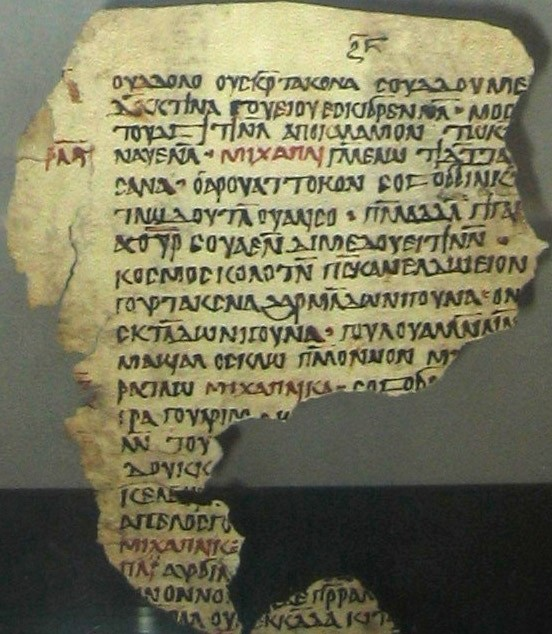
Strana ze staronúbijského překladu Liber Institutionis Michaelis Archangelis z 9.–10. století, nalezeného v Kasr Ibrimu a nyní umístěného v Britském muzeu

Staronúbijština (stará núbijština) je starověký núbijský jazyk, kterým se v oblasti Núbie hovořilo přibližně do 15. století a představuje přímého předchůdce dnešního jazyka Nobiin a dalších moderních núbijských jazyků. Jeho psaná forma je zachována nejméně na stovce stran různých dokumentů, převážně křesťanského liturgického charakteru (nejznámější je Umučení svatého Meny). Staronúbijština pro svůj zápis využívala upravenou podobu koptského a unciálního řeckého písma. Společně s jazykem ge'ez a meroejštinou patří staronúbijština k nejstarším severoafrickým psaným jazykům.